# إيلي الباز
إيلي الباز (بالعبرية: אלי אלבז‏) هو لاعب كرة قدم إسرائيلي في مركز الهجوم، ولد في 21 يناير 1992 في كريات بياليك في إسرائيل. شارك مع منتخب إسرائيل تحت 17 سنة لكرة القدم ‏. أما مع النوادي، فقد لعب مع مكابي أخاء الناصرة وهبوعيل حيفا.

## وصلات خارجية
- إيلي الباز على موقع قاعدة بيانات كرة القدم.إي يو (الإنجليزية)
- إيلي الباز على موقع Soccerway.com (الإنجليزية)